# Callum Scotson
Callum Scotson (Gawler, 10 agosto 1996) è un ciclista su strada e pistard australiano che corre per la Decathlon AG2R La Mondiale Team; è professionista dal 2019.

## Biografia
È il fratello minore di Miles Scotson, a sua volta ciclista.

## Palmarès

### Strada
- 2014 (Juniores, una vittoria)

Campionati australiani, Prova a cronometro Junior
- 2016 (Team Illuminate, una vittoria)

Campionati australiani, Prova a cronometro Under-23
- 2017 (BMC Development Team, una vittoria)

Campionati australiani, Prova a cronometro Under-23
- 2018 (Mitchelton-BikeExchange, una vittoria)

Campionati australiani, Prova a cronometro Under-23

#### Altri successi
- 2015 (Juniores)

Wetteren Ten Ede
Ronde van Albrandswaard
- 2016 (Team Illuminate)

Schellebelle
- 2024 (Team Jayco AlUla)

1ª tappa Okolo Slovenska (Dunajská Streda > Dunajská Streda, cronosquadre)

### Pista
- 2013

Campionati del mondo, Inseguimento a squadre Junior (con Jack Edwards, Joshua Harrison e Sam Welsford)
- 2014

3ª prova Coppa del mondo, Inseguimento a squadre (Guadalajara, con Joshua Harrison, Tirian McManus e Scott Sunderland)
Campionati australiani, Corsa a punti Junior
Campionati australiani, Inseguimento a squadre Junior (con Matthew Holmes, Jonathan Stephens e Rohan Wight)
Campionati del mondo, Inseguimento a squadre Junior (con Daniel Fitter, Alexander Porter e Sam Welsford)
Campionati oceaniani, Inseguimento a squadre (con Daniel Fitter, Tirian McManus e Sam Welsford)
- 2015

Campionati australiani, Inseguimento a squadre (con Alexander Edmondson, Alexander Porter e Miles Scotson)
Melbourne Cup on Wheels, Corsa a punti
Austral Wheel Race, Americana (con Daniel Fitter)
- 2016

Campionati australiani, Inseguimento a squadre (con Alexander Edmondson, Alexander Porter e Miles Scotson)
Campionati del mondo, Inseguimento a squadre (con Luke Davison, Michael Hepburn, Alexander Porter, Miles Scotson e Sam Welsford)
Campionati oceaniani, Inseguimento a squadre (con Kelland O'Brien, Alexander Porter e Sam Welsford)
Campionati oceaniani, Americana (con Kelland O'Brien)
- 2017

Sei giorni di Londra (con Cameron Meyer)
1ª prova Coppa del mondo, Americana (Pruszków, con Cameron Meyer)

## Piazzamenti

### Grandi Giri
- Giro d'Italia

2021: 83º
2022: 80º
2023: non partito (10ª tappa)
- Tour de France

2025: 33º
- Vuelta a España

2020: 87°
2022: non partito (12ª tappa)
2023: ritirato (13ª tappa)
2024: non partito (16ª tappa)

### Classiche monumento
- Parigi-Roubaix

2019: fuori tempo massimo
- Liegi-Bastogne-Liegi

2025: 98º
- Giro di Lombardia

2020: ritirato

### Competizioni mondiali
- Campionati del mondo su pista

Glasgow 2013 - Inseguimento individuale Junior: 2º
Glasgow 2013 - Inseguimento a squadre Junior: vincitore
Seul 2014 - Inseguimento individuale Junior: 4º
Seul 2014 - Inseguimento a squadre Junior: vincitore
Seul 2014 - Americana Junior: 4º
Londra 2016 - Inseguimento a squadre: vincitore
Londra 2016 - Americana: 5º
Hong Kong 2017 - Americana: 2º
Apeldoorn 2018 - Scratch: 3º
Apeldoorn 2018 - Americana: 3º
- Campionati del mondo su strada

Doha 2016 - Cronometro Under-23: 10º
Bergen 2017 - Cronometro Under-23: 5º
Bergen 2017 - In linea Under-23: 22º
Innsbruck 2018 - Cronometro Under-23: 10º
Innsbruck 2018 - In linea Under-23: ritirato
- Giochi olimpici

Rio de Janeiro 2016 - Inseguimento a squadre: 2º